# Drammenregionen

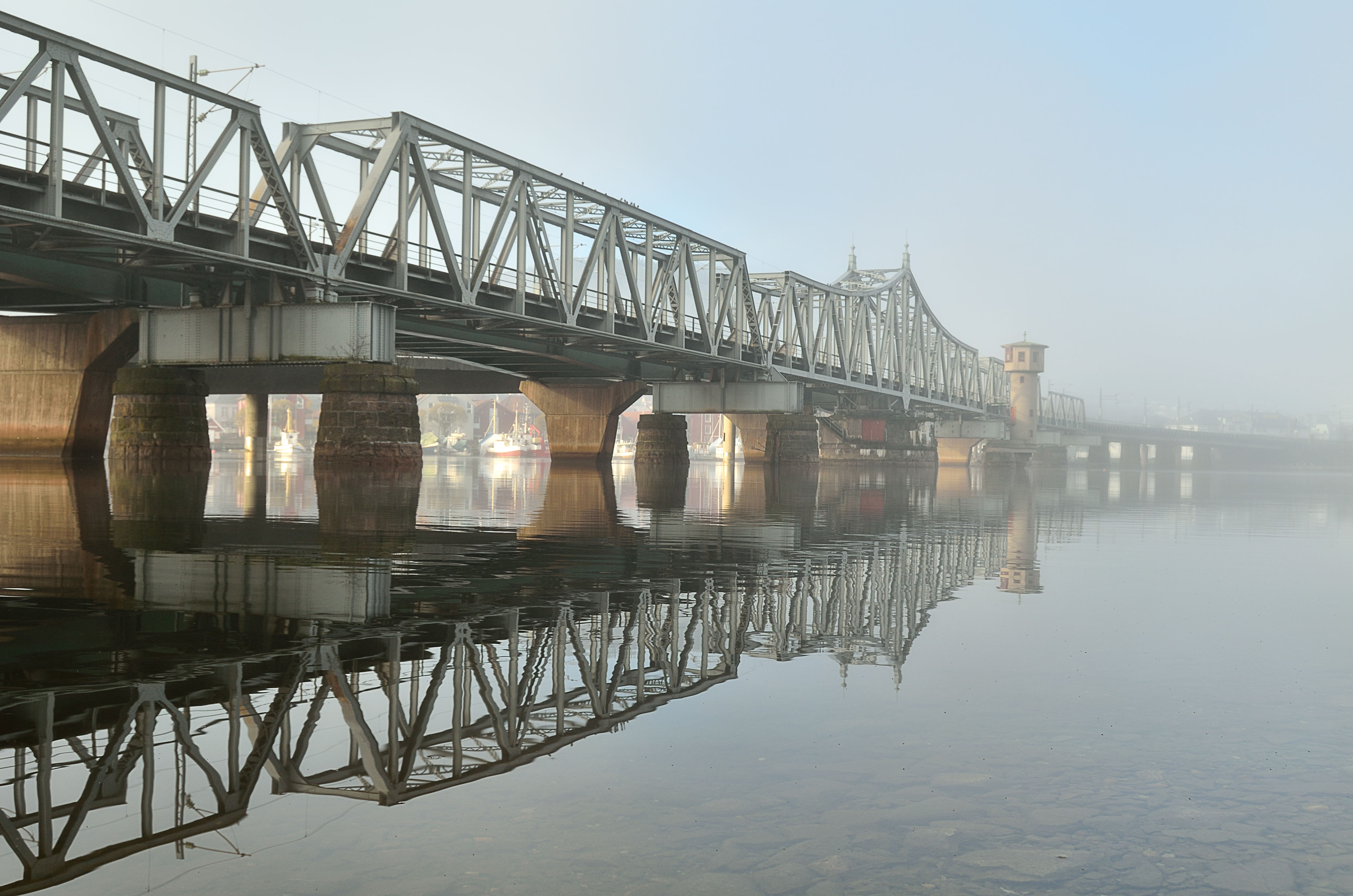
Järnvägsbro i Drammen

Drammenregionen (norska Drammensregionen) är ett mellankommunalt samarbetsområde och distrikt som omfattar kommunerna Øvre Eiker, Nedre Eiker, Drammen, Lier, Røyken och Hurum i Buskerud fylke samt kommunerna Sande och Svelvik i Vestfold fylke. Området är sammanlagt 1 529 km² stort och har 177 489 invånare (1 juli 2013). Den ekonomiska tyngdpunkten i regionen är den kommungränsöverskridande tätorten (fem av kommunerna ovan har områden som ingår i tätorten) Drammen, med 101 995 invånare (2012). Det finns tre städer i distriktet: Drammen, Hokksund (i Øvre Eikers kommun) och Svelvik.